# Никита II Солунски
Никита Солунски (на гръцки: Νικήτας, Никитас) е византийски духовник от XII век, солунски митрополит.

## Биография
Традиционно Никита е смятан за маронийски митрополит, тъй като два преписа на труда на Никита „Шест диалога“ добавят към името му τοῦ τοῦ Μαρωνείας (буквално: на на Маронийския). Според съвременните тълкувания на този текст обаче, това не е грешно повторение, а всъщност показва, че Никита е племенник на епископа на Маронийската катедра.
Има титлата хартофилакс на Цариградската патриаршия. Автор е на труда „Шест диалога“ върху Светия Дух. Никита е привърженик на filioque и сравнява съотношението на лицата от Светата Троица с елементарна йерархична система: цар — пълководец — воин.
Датирането на титлата хартофилакс и митрополитството на Никита в Солун е обект на научни изследвания. Относно титлата, научната общност се отнася до печат, който вероятно принадлежи на Никита и е датиран от видния византинист Виталиан Лоран между 1121 и 1133 година. Относно митрополитството му в Солун, има две споменавания на митрополит Никита в епископския списък, запазен в кодекса Ватикана Грекус 172 от 19 август 1439 година – първото го датира около 1020 година, като според научните изследвания това е твърде рано, за да е същият Никита, хартофилакс и автор на труда за Светия Дух, а второто споменаване е на базата на кодекс Паризинус Грекус 243, което говори за Никита митрополит на Солун в индикт XI, датирайки го около 1133 година. Поради тези нясноти има две основни хипотези около датирането на оглавяването на Никита на солунската катедра. Едната хипотеза, която се осланя на информация от труда на Никита и по-късно автори, но не е подкрепена от съвременни източници, датира митрополитството му между 1169 година и 1178 година, но тъй като името му липсва в този период в списъка на митрополитите, трябва да се направи допълнителна хипотеза, че по някаква причина то е изтрито. Според другата хипотеза, която се осланя на съвременния му и достоверен кодекс Паризинус Грекос 243, митрополитството на Никита се датира около 1133 година.